# Shock rock

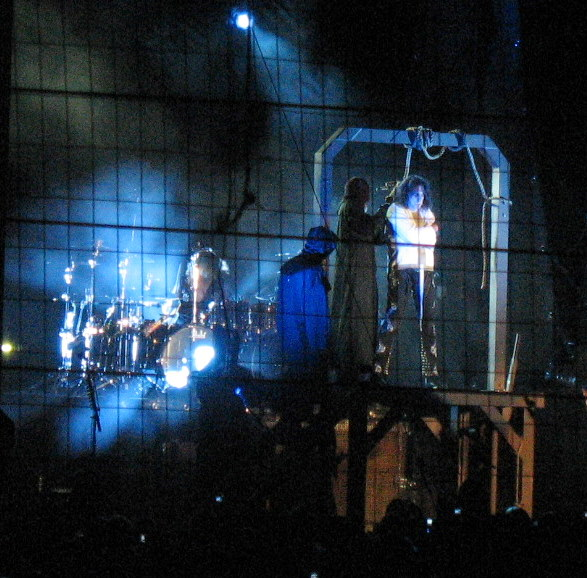
Koncert shock rocku

Shock rock je zastřešující termín pro umělce, kteří kombinují rockovou hudbu s divadelními prvky.

## Historie
Screamin' Jay Hawkins byl pravděpodobně první shock rocker, který v roce 1957 napsal píseň I Put a Spell on You, při které se na koncertech vynořoval z rakve a podobně. Dalším umělcem byl anglický zpěvák Screaming Lord Sutch. Muzikant Iggy Pop zase často násilně a nevyzpytatelně při koncertech poranil členy své kapely, i sebe. Tento styl proslavil také zpěvák Arthur Brown, který (zvlášť při skladbě Fire) nosil kostým s hořícími rohy na hlavě.

## 60. léta
v 60. letech byla situace pro shock rock velmi příznivá. To třeba známá rocková skupina The Who zničila své nástroje, ale nejen ti. Hodně umělců v té době předvádělo kousky na jevištích. V polovině 60. let Alice Cooper využil drahých pomůcek pro svoje "divadlo".

## 70. léta
V těchto letech začínal být slavný Alice Cooper. Svým "divadlem" inspiroval dokonce i skupinu Kiss. V této době vznikla skupina Plasmatics, která byla jasným příkladem shock rocku. Při svých koncertech rozbila několik tabu (rozbila dokonce i kytaru, televizor, anebo reprobedny). Dokonce odpálila automobily na pódiu. Zpěvačka Wendy O. Williams byla zatčena za veřejné neslušnosti.

## Představitelé
- Alice Cooper, Lordi, Arthur Brown, Screamin' Jay Hawkins, Screaming Lord Sutch a další